# Listă de cărți: A
Lista cărți: A - Ă - B - C - D - E - F - G - H - I - Î - J - K - L - M - N - O - P - Q - R - S - Ș - T - Ț - U - V - W - X - Y - Z
- Abaddón, exterminatorul de Ernesto Sábato (1974)
- Abatorul cinci de Kurt Vonnegut (1969)
- Abația de Dan Doboș (2002)
- Abația infinită de Dan Doboș (2005)

- Academia Coșmarurilor de Dean Lorey (2009)
- Academia vampirilor de Richelle Mead (2007)
- Acvila Legiunii a IX-a de Rosemary Sutcliff (1954)

- Adam și Eva de Liviu Rebreanu (1925)
- Adâncurile cerului de Vernor Vinge (1999)
- Adolescentul de Feodor Dostoievski (1875)
- Adolescența de Lev Tolstoi (1854)
- A doua Fundație de Isaac Asimov (1953)
- A doua invazie a marțienilor de Arkadi și Boris Strugațki (1967)
- A doua patrie de Jules Verne (1900)

- Agentul Cormac de Neal Asher (2006)
- Agentul haosului de Norman Spinrad (1967)
- Agenția Thompson and Co. de Jules Verne (1907)
- Agonie și extaz de Irving Stone (1961)

- Akhnaton și Djinnii Captivi de Philip Kerr (2004)

- Aleasa de P.C. Cast și Kristin Cast (2010)
- Alegerea lui Hobson de Robert J. Sawyer (1995)

- Amândoi de Liviu Rebreanu (1940)
- Ambasada extraterestră de Ian Watson (1977)
- Amintirea Pământului de Orson Scott Card (1992)
- Amintiri din casa morților de Feodor Dostoievski (1862)
- Amintiri din copilărie de Ion Creangă (1892)
- Amintiri despre viitor de Erich von Däniken (1968)
- Amiralul văzduhului de Michael Moorcock (1971)
- Amurg de Stephenie Meyer (2005)

- Animalul inimii de Herta Müller (1993)
- Anna Karenina de Lev Tolstoi (1877)

- Aprilie spulberat de Ismail Kadare (1978)
- Apropierea furtunii de Alan Dean Foster (2002)

- Arena sumbră de Mario Puzo (1955)
- Arhanghelii de Ion Agârbiceanu (1913)
- Arhipelagul Gulag de Aleksandr Soljenițîn (1973)
- Arhipelagul în flăcări de Jules Verne (1884)
- Arhiva lui Sherlock Holmes de Arthur Conan Doyle (1927)
- Aripile nopții de Robert Silverberg (1968)
- Armele din Avalon de Roger Zelazny (1972)
- Arpadieni, Angevini, români de Ovidiu Pecican (2001)
- Arsenalele din Isher de A. E. van Vogt (1951)
- Arta iubirii de Publius Ovidius Naso (2)
- Arta războiului de Sun Tzu (secolul al V-lea)

- Asasinul regal de Robin Hobb (1996)
- Așteptând în Ghermana de Dănuț Ungureanu (1993)

- Atingerea umbrei de Richelle Mead (2008)
- Atuurile morții de Roger Zelazny (1985)

- Avatarul de Poul Anderson (1978)
- Aventurile a trei ruși și trei englezi în Africa Australă de Jules Verne (1872)
- Aventurile brigadierului Gerard de Arthur Conan Doyle (18994 - 1903)
- Aventurile lui Arthur Gordon Pym de Edgar Allan Poe (1837)
- Aventurile lui Huckleberry Finn de Mark Twain (1884)
- Aventurile lui Pinocchio de Carlo Collodi (1883)
- Aventurile lui Sherlock Holmes de Arthur Conan Doyle (1892)
- Aventurile lui Tom Sawyer de Mark Twain (1876)
- Aventurile unui chinez în China de Jules Verne (1879)
- Avuția națiunilor de Adam Smith (1776)

- Axa de  Robert Charles Wilson (2007)